# Annie Payep
Annie Payep épouse Nlepe  née le 28 octobre 1984 à Douala, est une journaliste, productrice et chef d’entreprise camerounaise. Elle exerce comme animatrice de télévision au sein de la chaine panafricaine VoxAfrica de 2009 en 2019 et est nommée directrice générale adjointe chargée du bureau de Douala en 2015. Elle fonde la chaine de télévision en ligne Télé Asu en 2020.

## Biographie

### Études et formation
Annie Payep-Nlepe est née le 28 octobre 1984 à Douala. Elle fait ses études supérieures à l'Institut Siantou à Yaoundé où elle obtient un Brevet de Technicien Supérieur (BTS) en option journalisme en 2005. Elle est également titulaire d'un Diplôme des sciences et techniques de l'information et de la communication (Dsstic) option journalisme obtenu à l'Ecole Supérieure des Sciences et Technique de l'Information et de la Communication (Esstic). En 2022, la journaliste s'inscrit en Master 2 en Sémiotique et Stratégie Politique à l’Université de Yaoundé I – CERESA.

### Carrière
Annie Payep-Nlepe commence sa carrière en 2007 à VPPRoduction, une maison de production audiovisuelle. Elle est chargée de la gestion de l’équipe de production lors des tournages et la conception et la réalisation des documentaires.  
D'octobre 2007 en octobre 2009, elle est responsable de l'équipe de production des contenus à Gts Africa, un fournisseur de contenus pour portails WAP des opérateurs téléphoniques.  
En 2009, elle est recrutée chez Vox Africa Afrique Centrale en tant que reporter-productrice. Elle occupe tour à tour les fonctions de coordinatrice de production, chef de service information, coordinatrice digitale puis directrice générale adjointe chargée du bureau de Douala. Dans cette chaine de télévision panafricaine, on la retrouve sur les plateaux des émissions telles que Sans Racune, Actunet, Elle se racontent, 52Mag. 
En 2019, Annie Payep quitte Vox Africa. En 2019, elle fait une formation en factcheking avec l’Institut Goethe en partenariat avec Africa Check et créé ensuite Stopintox. Stopintox est un site de factchecking destiné à la lutte contre les Fakes News. Sur ce site, elle, particulièrement, traite des sujets d'ordre politique et technologique. 
En 2020, elle lance Télé Asu, qui signifie Notre Télé en langue Duala au Cameroun. Télé Asu est une web Tv d'actualité qui sert l'information au public à travers les programmes Téléasu news et Echos tech. Annie Paye-Nlepe est la fondatrice et directrice exécutive d'Impact Media Sarl, un cabinet de consulting en stratégie média, production audiovisuelle et communication digitale . Le cabinet édite Télé Asu et Stopintox. 

## Engagement social
Annie Payep-Nlepe s'intéresse au quotidien aux faits sociaux impliquant des sujets tels que la crise anglophone au Cameroun, la mal gouvernance, l'autonomisation de la femme, les droits de l'homme, l'égalité des chances et des biens etc. Elle donne le plus souvent son point de vue à travers son compte Twitter qui affiche 95 .859 followers. 
Entre 2019 et 2023, elle occupe le poste de secrétaire chargée de la formation au Snjc Littoral.

## Vie privée
Annie Payep est mariée et mère de trois enfants. 

## Prix et Récompenses
- 2015: Prix spécial innovation en télé aux Médiations Press Trophies[11].
- 2016: Prix de l'excellence femme digitale.Par CEFEPROD et ONU Femmes. Ce prix célèbre les filles et femmes investies dans les domaines des technologies (TIC en particulier) et qui par leurs actions et réalisations brisent les stéréotypes qui hantent encore notre société camerounaise. https://www.digitalbusiness.africa/delphine-nana-dans-quelques-annees-nous-aurons-des-femmes-digitales/
- 2020: Top 200 des femmes africaines les plus influentes sur Twitter. Par Smart Data Power.  https://www.lebledparle.com/classement-6-camerounaises-font-partie-du-top-200-des-femmes-africaines-les-plus-influentes-sur-twitter/
- 2021: Top 40 des femmes inspirantes des métiers de la communication et des médias en Afrique Francophone et dans la Diaspora décerné par Naola média[12].